# Etsaut
Etsaut é uma comuna francesa na região administrativa da Nova Aquitânia, no departamento dos Pirenéus Atlânticos. Estende-se por uma área de 30,67 km². Em 2010 a comuna tinha 64 habitantes (densidade: 2,1 hab./km²).